# Neues Deutschland
Neues Deutschland (lapcímének magyar fordítása Új Németország) egy baloldali napilap Németországban. A Német Szocialista Egységpárt központi bizottságának sajtótermékeként az egykori Német Demokratikus Köztársaság (NDK) legnagyobb példányszámú napilapja volt 1946 és 1989 között, 1989 decemberétől a Partei des Demokratischen Sozialismus (Demokratikus Szocializmus Pártja, PDS) lapjaként, 2007-től a PDS utódpártjának, a Die Linke baloldali párt lapjaként jelenik meg. Főszerkesztője Jürgen Reents, szerkesztőségének székhelye Berlin. Olvasóinak döntő többségét jelenleg is a keletnémet régió alkotja.

## Képtár

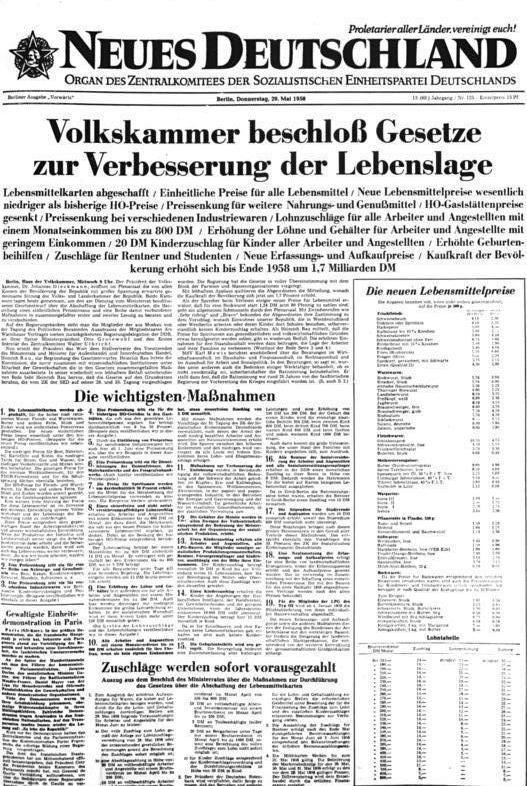
1958. május 29-i lapszáma
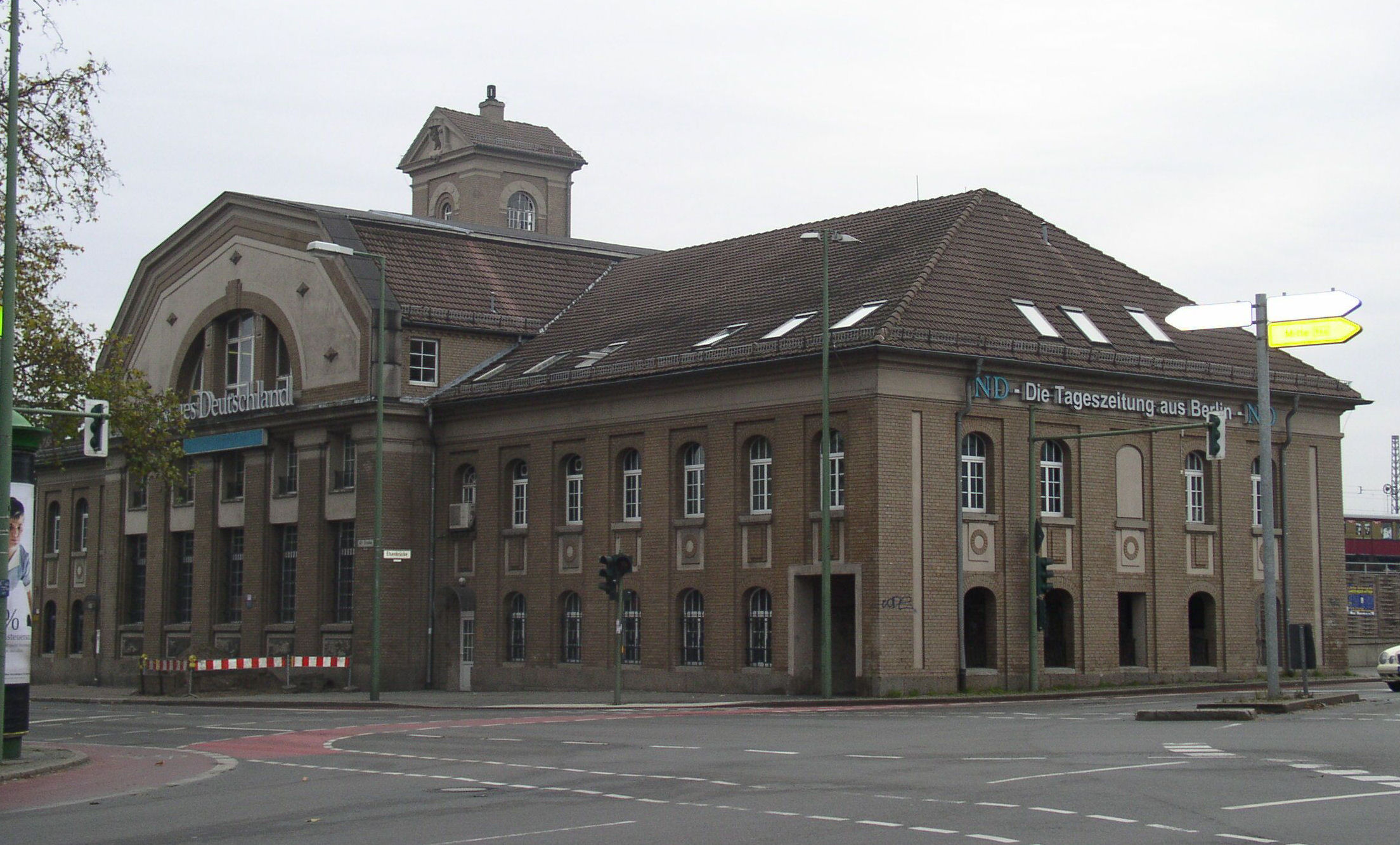
Szerkesztőségének egykori székhelye
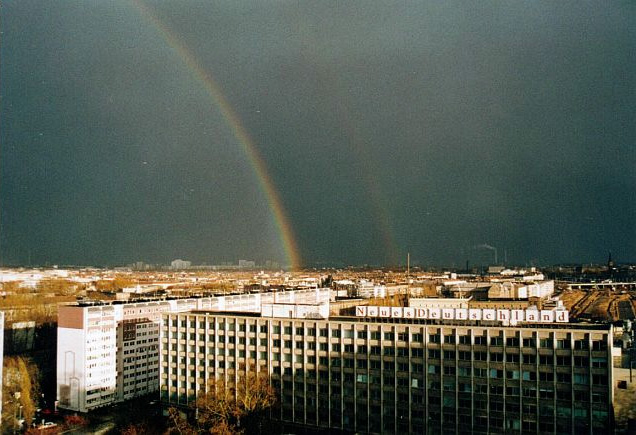
Szerkesztőségének jelenlegi székhelye

## Fordítás
- Ez a szócikk részben vagy egészben a Neues Deutschland című német Wikipédia-szócikk ezen változatának fordításán alapul.  Az eredeti cikk szerkesztőit annak laptörténete sorolja fel. Ez a jelzés csupán a megfogalmazás eredetét és a szerzői jogokat jelzi, nem szolgál a cikkben szereplő információk forrásmegjelöléseként.